# Lycophotia corsicina
Lycophotia corsicina är en fjärilsart som beskrevs av Karl Schawerda 1931. Lycophotia corsicina ingår i släktet Lycophotia och familjen nattflyn. Inga underarter finns listade i Catalogue of Life.